# Betty Guard
Elizabeth "Betty" Guard, född 1814, död 1870, var en nyzeeländsk nybyggare. 
Hon föddes i Australien och gift sig 1830 med en före detta straffånge, Jacky Guard, och emigrerade med honom till Sydön på Nya Zeeland, där maken några år tidigare hade grundat dess första valfångarstation. Hon var den första europeiska kvinna på Sydön) och hennes son John blev 1831 det första vita barn som föddes där. Hon betraktas därför som en av nybyggartidens "grundarmödrar". 
Under en resa till Australien 1834 förliste skeppet Harriet vid Nordön, varpå en stor del av besättningen dödades av maorierna. Guards make och några av de övriga överlevande männen tilläts resa vidare till Australien för att återkomma med lösensumma, medan Elizabeth Guard och hennes barn kvarblev i fångenskap. Pressen i Australien slog upp affären stort och den blev ett känt fall i samtiden. 
Hennes make återvände några månader senare med ett brittiskt regemente som brutalt överföll och dödade maorierna och förföljde dem mellan deras boplatser. Elizabeth Guard, hennes son och dotter och de åtta sjömännen som kvarblivit som gisslan kunde slutlign fritas efter många stridigheter. Hela affären mottog en del kritik i pressen. Samtida press spred en hel del sensationshistorier kring fångenskapen och påstod till exempel att Guard vid flera tillfällen var nära att bli ihjälslagen och att hon och hennes barn fördes nakna i fångenskap och räddades endast genom att gömmas av hövdingens hustru. I själva verket ska hon inte ha blivit fysiskt misshandlad efter tillfångatagandet: hon gavs som hustru till hövdingen Oaoiti, och behandlades relativt sett väl. 
Hennes dotter skall dock några år senare ha avlidit på grund av de skador hon fått under fångenskapen. 
Efter att hon förts till Australien med sin make ska hon ha fött tvillingar, vars biologiska far var Oaoiti. Det är dock inte bevisat. Hon återvände till Nya Zeeland med sin make 1836 och fick ytterligare sex barn. Hon beskrevs av en samtida som: "en märklig kvinna, lång och smal och mycket energisk". 